# Ancylistes lacteomaculatus
Ancylistes lacteomaculatus là một loài bọ cánh cứng trong họ Cerambycidae.